# Međuopćinska nogometna liga Koprivnica 1982./83.
Međuopćinska nogometna liga Koprivnica, također i kao Međuopćinska nogometna liga – skupina Koprivnica; Međuopćinska nogometna liga (skupina) Koprivnica, Međuopćinska nogometna liga – Sjever – skupina Koprivnica je bila liga šestog stupnja nogometnog prvenstva Jugoslavije u sezoni 1982./83. 
 
Sudjelovalo je 12 klubova, a prvak je bila "Panonija" iz Peteranca.

## Ljestvica
| mj. | klub                        | ut. | pob. | ner. | por. | gol+ | gol- | bod |
| --- | --------------------------- | --- | ---- | ---- | ---- | ---- | ---- | --- |
| 1.  | Panonija Peteranec          | 22  | 18   | 1    | 3    | 60   | 23   | 37  |
| 2.  | Lipa Hlebine                | 22  | 15   | 3    | 4    | 66   | 33   | 33  |
| 3.  | Mučna Reka (Reka)           | 22  | 15   | 1    | 6    | 43   | 26   | 31  |
| 4.  | Drava Novigrad Podravski    | 22  | 11   | 2    | 9    | 42   | 20   | 24  |
| 5.  | Osvit Đelekovec             | 22  | 9    | 5    | 8    | 40   | 36   | 23  |
| 6.  | Graničar Legrad             | 22  | 7    | 7    | 8    | 40   | 43   | 21  |
| 7.  | Bratstvo Kunovec            | 22  | 7    | 6    | 9    | 46   | 50   | 20  |
| 8.  | Sloga Koprivnički Ivanec    | 22  | 8    | 2    | 12   | 43   | 56   | 18  |
| 9.  | Udarnik Zablatje            | 22  | 7    | 4    | 11   | 33   | 56   | 18  |
| 10. | Mladost Sigetec             | 22  | 4    | 3    | 15   | 27   | 41   | 13  |
| 11. | Rudar Botinovec             | 22  | 5    | 3    | 14   | 33   | 50   | 13  |
| 12. | Sabarija Subotica Podravska | 22  | 2    | 9    | 11   | 25   | 45   | 13  |

## Rezultatska križaljka
| kratica | klub                        | BRA | DRA | GRA | LIPA | MLA | MUR | OSV | PAN | RUD | SAB | SLO | UDA |
| --- | --------------------------- | --- | --- | --- | ---- | --- | --- | --- | --- | --- | --- | --- | --- |
| BRA | Bratstvo Kunovec            |     |     |     |      |     |     |     |     |     |     |     |     |
| DRA | Drava Novigrad Podravski    |     |     |     |      |     |     |     |     |     |     |     |     |
| GRA | Graničar Legrad             |     |     |     |      |     |     |     |     |     |     |     |     |
| LIPA | Lipa Hlebine                |     |     |     |      |     |     |     |     |     |     |     |     |
| MLA | Mladost Sigetec             |     |     |     |      |     |     |     |     |     |     |     |     |
| MUR | Mučna Reka (Reka)           |     |     |     |      |     |     |     |     |     |     |     |     |
| OSV | Osvit Đelekovec             |     |     |     |      |     |     |     |     |     |     |     |     |
| PAN | Panonija Peteranec          |     |     |     |      |     |     |     |     |     |     |     |     |
| RUD | Rudar Botinovec             |     |     |     |      |     |     |     |     |     |     |     |     |
| SAB | Sabarija Subotica Podravska |     |     |     |      |     |     |     |     |     |     |     |     |
| SLO | Sloga Koprivnički Ivanec    |     |     |     |      |     |     |     |     |     |     |     |     |
| UDA | Udarnik Zablatje            |     |     |     |      |     |     |     |     |     |     |     |     |
| |                             |     |     |     |      |     |     |     |     |     |     |     |     |
| podebljan rezultat - utakmice od 1. do 11. kola (1. utakmica između klubova) rezultat normalne debljine - utakmice od 12. do 22. kola (2. utakmica između klubova) rezultat nakošen - nije vidljiv redoslijed odigravanja međusobnih utakmica iz dostupnih izvora rezultat smanjen * - iz dostupnih izvora nije uočljiv domaćin susreta prekrižen rezultat - poništena ili brisana utakmica p - utakmica prekinuta 3:0 p.f. / 0:3 p.f. - rezultat 3:0 bez borbe n.i. - nije igrano |                             |     |     |     |      |     |     |     |     |     |     |     |     |

 Izvori: